# Alcains
Alcains és una vila i freguesia portuguesa del municipi i Districte de Castelo Branco, a la Regió del Centre (Portugal), subregió Beira Interior Sul, amb 36,95 km² d'àrea i 4.615 habitants (al 2021). La densitat de població n'és de 124,9 hab/km².
Fou elevada a categoria de vila el dia 12 de novembre del 1971.

## Història
Regió amb evidents indicis de predomini neolític i romà. Ja existia en temps de D. Afonso Henriques, formant part dels innombrables pobles que constituïen la Herdade de Açafa.
El topònim, segons alguns historiadors, deriva de la paraula àrab "al-Kanisa", en portuguès "l'església", i pot tenir el mateix origen que Alcanyís, ciutat de la província de Terol.

## Patrimoni
- Església Mare de Nossa Senhora da Conceição - Data de mitjans del segle XVI. A la porta lateral nord i a l'interior, hi ha una inscripció que porta la data de 1641.
- Capela do Espírito Santo - El púlpit d'aquesta capella està gravat amb l'any 1689.
- Font romana - Encara que així és com es coneix, no és d'origen romà. De forma quadrada i revestida de granit, té uns 4 metres de costat. Està cobert i s'hi accedeix pels arcs de cara. Data del segle xvii.
- Monument al Sagrat Cor de Maria - Data de juny de 1953. La imatge és de marbre molt fi.

## Població
| Població de Alcains (1864-2021) | Població de Alcains (1864-2021) | Població de Alcains (1864-2021) | Població de Alcains (1864-2021) | Població de Alcains (1864-2021) | Població de Alcains (1864-2021) | Població de Alcains (1864-2021) | Població de Alcains (1864-2021) | Població de Alcains (1864-2021) | Població de Alcains (1864-2021) | Població de Alcains (1864-2021) | Població de Alcains (1864-2021) | Població de Alcains (1864-2021) | Població de Alcains (1864-2021) | Població de Alcains (1864-2021) | Població de Alcains (1864-2021) |
| ------------------------------- | ------------------------------- | ------------------------------- | ------------------------------- | ------------------------------- | ------------------------------- | ------------------------------- | ------------------------------- | ------------------------------- | ------------------------------- | ------------------------------- | ------------------------------- | ------------------------------- | ------------------------------- | ------------------------------- | ------------------------------- |
| 1864                            | 1878                            | 1890                            | 1900                            | 1911                            | 1920                            | 1930                            | 1940                            | 1950                            | 1960                            | 1970                            | 1981                            | 1991                            | 2001                            | 2011                            | 2021                            |
| 1909                            | 1868                            | 2291                            | 2519                            | 2877                            | 3150                            | 3772                            | 4266                            | 4494                            | 4600                            | 3802                            | 4202                            | 4534                            | 4929                            | 5022                            | 4615                            |

## Fills il·lustres
António Ramalho Eanes - President de la República entre 1976 i 1986.